# Mercy John
Mercy John, geboren als John Verhoeven (Erp, 14 februari 1979), is een Nederlandse zanger, gitarist en songwriter. Zijn muziek valt onder de noemer americana.

## Biografie
John Verhoeven speelde op jonge leeftijd in meerdere bands, zoals het door hem opgerichte Sfincter (punkrock) en Impact (hardcore). Met de laatste band behoorde hij tot de E.S.H.C. hardcore-scene die veel bands voortbracht in de regio van zijn eerste woonplaats Erp.
Na een omweg in de nederrockband Mondvol, begon Verhoeven zijn eerste serieuze nummers te schrijven voor zijn band The Eaves (gestart in 2005). Geïnspireerd door de opkomst van bands als Coldplay en Starsailor, kregen de Engelstalige songs een vergelijkbare sound. Voor het eerst ontdekte John in deze band zijn eigen stemgeluid. Met The Eaves won hij diverse talentenjachten en werd een B-Stage bandcoachtraject van Stichting BRAM (Brabant Muziek, voorheen Brabant Pop) in de wacht gesleept. Deze begeleiding resulteerde in tal van landelijke shows en uiteindelijk ook in de opname van een eerste ep.
In 2007 werden The Eaves verkozen tot deelname aan de Popronde, een landelijk rondreizend festival waarmee The Eaves met succes ook verschillende podia buiten Brabant hebben betreden. Aan het einde van 2007 werden The Eaves genomineerd voor de Sena Performers POPnl Award 2008, een prijs bestemd voor opkomende muzikale artiesten.
In hetzelfde jaar dat Verhoeven The Eaves oprichtte, startte hij samen met enkele muziekvrienden de band Johnny Rebel & The Hot Studs (2005-2019). De band speelde op tal van festivals zoals Paaspop en de Zwarte Cross. Ook waren ze een voorprogramma voor bands als Rowwen Hèze, Jovink en de Voederbietels, De Dijk, BZB en Normaal. In 2009 stopte Verhoeven met Johnny Rebel & The Hot Studs en ging de band verder als The Hot Studs. Zanger-gitarist Paul Delpeut nam daarbij het stokje van John over.
Na het uiteenvallen van The Eaves, was het eerste solo project dat hij opstartte John Henry & The Fellow Associates. In samenwerking met producer Mike Manders werd het album Five More Days and A Matter of Somewhere (2013) opgenomen en uitgebracht. Op het podium werd Verhoeven bijgestaan door tal van Nederlandse artiesten. Een clubtournee door Nederland volgde, evenals een deelname aan het Nederlandse televisieprogramma The Hit (RTL5). In dit programma schrijft Verhoeven het nummer Five More Days, dat uiteindelijk door de Nederlandse singer-songwriter Stevie Ann (Stephanie Struijk) wordt uitgebracht.
In 2016 veranderde Verhoeven de naam van zijn soloproject in Mercy John. Ook de samenstelling van de band veranderde. Onder de naam Mercy John werd in 2017 een eerste full length album uitgebracht met de titel This Ain’t New York. Dit album verscheen op het Butler platenlabel van Bertus distributie. Het album ontving uitstekende recensies vanuit diverse hoeken als OOR, Lust for Life, Heaven en de Volkskrant.
In 2019 kwam het vervolg Let It Go Easy uit, een album dat Verhoeven schreef na een moeilijke periode die werd gekenmerkt door een burn-out. Het album kreeg uitstekende recensies.
Eind 2019 bracht Mercy John een ep uit met de titel Cruel Love. Op deze ep stond een zestal nummers van de albums This Ain’t New York en Let It Go Easy die solo-akoestisch door Verhoeven waren uitgevoerd en opgenomen.
In 2018 schreef Verhoeven samen met Danny Vera het nummer Roller Coaster. Het nummer werd in 2019 door Danny Vera opgenomen en uitgebracht op zijn album Pressure Makes Diamonds. Verhoeven speelde op Roller Coaster ook nog een tweede gitaarpartij mee.
Als songwriter schreef Verhoeven met diverse andere bekende artiesten zoals Niels Geusebroek, Tim Dawn, Tangarine, Rolf Sanchez en Elske Dewall.
In verband met de coronapandemie moest de tournee van 2021 grotendeels worden afgezegd. In het voorjaar van 2022 maakte Mercy John bekend dat zijn nieuwe album (gepland oktober 2022) bij V2 Records zou verschijnen.

## Privéleven
Verhoeven is sinds lange tijd bij zijn vriendin, met wie hij twee zonen heeft. Hij is woonachtig in Veghel, Noord-Brabant.

## Liveband
- Rolf Verbaant (gitaar, pedal steel, zang) (2016-heden)
- Kirsten Boersma (toetsen, zang) (2017-heden)
- Tom Zwaans (bass) (2018-heden)
- Lynyrd Denissen (2019-heden)

Oud-bandleden:
- Judith Renkema (bass) (2016-2018)
- John Maasakker (drums) (2016-2019)

## Discografie
- Five More Days & A Matter of Somewhere (2013)
- This Ain't New York (2017)
- Let It Go Easy (2019)
- Cruel Love (2019)
- Nights on Fire (2022)

- International Standard Name Identifier: 0000 0004 6314 5389
- MusicBrainz: 3e6cf902-bc13-4e8c-9acf-0461dd3e82c6